# Fiktive Fluggesellschaft

Das in der Fernsehserie Lost verwendete Logo der fiktiven Fluggesellschaft Oceanic Airlines.

Fiktive Fluggesellschaften sind erdachte Lufttransportunternehmen, die in Romanen, Computerspielen, Spielfilmen und Fernsehserien verwendet werden, meist für solche Geschichten, in deren Handlungsverlauf Verkehrsflugzeuge in Notsituationen geraten, entführt werden oder verunglücken.
Reale Fluggesellschaften legen großen Wert auf das Sicherheitsempfinden ihrer Kunden und wollen nicht mit negativen Ereignissen in Verbindung gebracht werden. So veranlassen Luftfahrtunternehmen, dass ihre Schriftzüge und Firmenembleme von verunglückten Flugzeugen entfernt oder überklebt werden.  Die Unternehmen geben in der Regel keine Zustimmung für die Verwendung ihrer Markennamen in Katastrophenfilmen, weil diese geschäftsschädigend wirken könnten. Die Produzenten müssen daher aus markenschutzrechtlichen Gründen auf Namen nicht existenter Fluggesellschaften ausweichen. Häufig orientieren sie sich dabei an realen Unternehmensbezeichnungen, so dass die erdachten Namen glaubwürdig klingen. Ein Beispiel hierfür ist die aus dem Spielfilm Airport bekannte Trans Global Airlines (TGA), deren Name dem der realen Fluggesellschaft Trans World Airlines (TWA) ähnelt.
Wird dagegen durch den Film ein Werbeeffekt oder ein sonstiger Nutzen für die Fluggesellschaft erzielt, geben die Unternehmen in der Regel eine Erlaubnis für die Verwendung ihrer Marke oder unterstützen die Dreharbeiten aktiv (siehe Produktplatzierung). So unterstützte beispielsweise American Airlines die Dreharbeiten des Films Up in the Air (2009) und nutzte im Anschluss eine abgewandelte Version des Filmplakats zur Werbung für das eigene Vielfliegerprogramm.
Zudem können die Namen existenter Fluggesellschaften in Dokumentationen oder in Filmen über historische Ereignisse verwendet werden, ohne dass die Produzenten rechtliche Konsequenzen zu fürchten haben. Beispiele hierfür sind die Spielfilme Mogadischu und Flug 93 sowie die international ausgestrahlte kanadische Dokumentationsreihe Mayday – Alarm im Cockpit.
Bei älteren Filmproduktionen wurden meist Flugzeuge für die Dauer der Dreharbeiten gemietet und in den Farben der fiktiven Fluggesellschaft lackiert oder alternativ nur mit deren Schriftzug und Logo versehen. Daneben wurde auch häufig mit Modellen und Bluescreen-Technik gedreht. Neuere Produktionen nutzten meist Computeranimationen, wodurch die Produktionskosten gesenkt und spektakulärere Effekte erzielt werden können.

## Oceanic Airlines

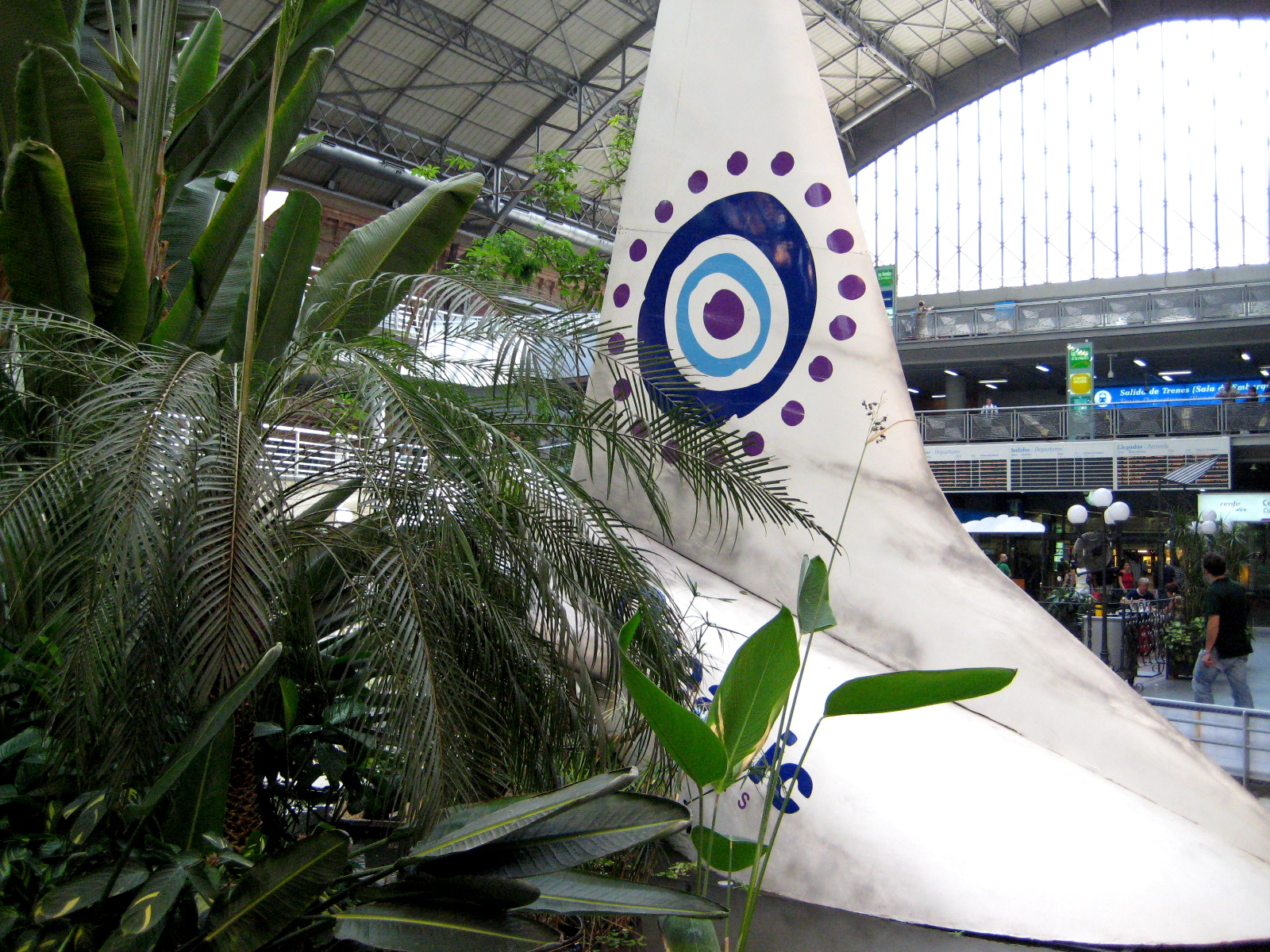
Ein mit dem Logo der Oceanic Airlines versehener Werbeträger für die TV-Serie Lost im Bahnhof Madrid Atocha.

Der Name Oceanic (Airlines) wurde erstmals im Kinofilm Einsame Entscheidung  (1996) mit Steven Seagal verwendet, für dessen Dreharbeiten zwei Boeing 747 den Schriftzug dieser fiktiven Gesellschaft erhielten. Das Kürzel OA und die Farben erinnern an die Fluggesellschaft Olympic Airways, welche damals existierte und wie im Film Flüge von Athen in die USA anbot.
Mehrere Produktionen mit geringem Budget nutzten die Möglichkeit, die Rechte an den Flugszenen zu erwerben, und verwendeten diese anschließend in den eigenen Filmen. Die Lackierung dieser fiktiven Gesellschaft enthielt aber im Gegensatz zur gleichnamigen Fluggesellschaft aus der Fernsehserie Lost keine Elemente aus der Kunst der Aborigines.
Darüber hinaus existierte zwischen 2003 und 2008 eine italienische Frachtfluggesellschaft mit dem Namen Ocean Airlines, die im Jahr 2004 auch kurzzeitig eine der Boeing 747 mietete, die im Film Einsame Entscheidung verwendet worden waren. Dieses Flugzeug wurde mittlerweile auf dem Flugplatz Ahlhorn in seine Einzelteile zerlegt.
Durch die von 2004 bis 2010 produzierte Fernsehserie Lost, die von den Überlebenden des abgestürzten Fluges Oceanic 815 handelt, erhielt die fiktive Fluggesellschaft Oceanic Airlines einen hohen Bekanntheitsgrad, der kommerziell genutzt wurde. Als  Werbemaßnahme für die TV-Serie Lost entstand eine eigene Homepage für die fiktive Gesellschaft. Daneben bot die Webseite televisionwithoutpity.com eine limitierte Ausgabe von Hemden und Taschen an, die mit dem Schriftzug Oceanica Airlines (ähnlich dem aus der Serie Lost) und dem Slogan „Getting halfway there is all the fun!“ bedruckt waren.  Auch in anderen Filmen und Fernsehserien wurde der Name Oceanic (Airlines) erwähnt, unter anderem im Film Category 6 – Der Tag des Tornado (2004) sowie in der ebenfalls von J. J. Abrams produzierten TV-Serie Alias – Die Agentin (2001 bis 2006) und in der Serie Castle Staffel 7, Folge 21 (2015).

## Auflistung fiktiver Fluggesellschaften aus Filmen und Fernsehserien
In Spielfilmen und Fernsehproduktionen wurden folgende Flugzeuge von fiktiven Fluggesellschaften gezeigt:
| Name der fiktiven Fluggesellschaft            | Name des Films oder der Fernsehserie                       | gezeigter Flugzeugtyp   | Anmerkungen |
| --------------------------------------------- | ---------------------------------------------------------- | ----------------------- | --- |
| Aalto Airlines                                | Flightplan – Ohne jede Spur (2005)                         | ohne Vorbild            | Gedreht wurde mit einem doppelstöckigen Modell, das einem Airbus A380 ähnelt (fiktiver Name des Typs: Elgin 474).                        |
| Afdal Air                                     | Sex and the City 2 (2010)                                  | Airbus A380             | Die gezeigten Innenansichten der First Class und der Bordbar sind eng an die Ausstattung der Airbus A380 bei Emirates angelehnt.         |
| Air O                                         | Kill Bill – Volume 1 (2003)                                | Boeing 747              | Computeranimation |
| AirGermany                                    | Faktor 8 – Der Tag ist gekommen                            | Airbus A340             | Computeranimation |
| Ajira Airways                                 | Lost (2005–2010)                                           | Boeing 737              | Computeranimation |
| Alteisen Airlines                             | Rockos modernes Leben (1993–1996)                          | Boeing 747-100          | Cartoonserie |
| American Pride                                | Die Langoliers (1995)                                      | Lockheed L-1011         | Das Flugzeug wurde für die Dreharbeiten von der Trans World Airlines gemietet.                                                           |
| American Travelways Airlines (ATW)            | Delta Force (1986)                                         | Boeing 707              | Das Flugzeug wurde von der israelischen MAOF Airlines gemietet.                                                                          |
| Aqualantic                                    | Non-Stop (2014)                                            | Boeing 767              | Computeranimation |
| Atlantic International Airlines               | Passagier 57 (1992)                                        | Lockheed L-1011         | Das Flugzeug wurde von der Leasinggesellschaft IAL gemietet.                                                                             |
| Atlantic Southeastern Airlines                | Der Geist von Flug 401 (1978)                              | Lockheed L-1011         | Für Bodenszenen wurde ein Flugzeug der Trans World Airlines verwendet, Flugszenen wurden mit Modellen gedreht.                           |
| Belarus Airways                               | World War Z (2013)                                         | Airbus A310             | Computeranimation |
| Bennett Airline                               | Dicke Luft und heiße Liebe (1959)                          | Consolidated PBY        | Gedreht wurde mit einem Flugboot sowie mit Modellen und Bluescreen-Technik.                                                              |
| Canada World Airways                          | Schreckensflug der Boeing 767 (1990)                       | Boeing 767              | Die Handlung basiert auf einem realen Zwischenfall (siehe Air-Canada-Flug 143).                                                          |
| Columbia Airlines                             | Giganten am Himmel (1975)                                  | Boeing 747              | Das Flugzeug wurde von der Fluggesellschaft American Airlines gemietet.                                                                  |
| Consolidated Airlines                         | Bezwinger des Todes (1964)                                 | Douglas DC-6            | Einsatz eines DC-6-Modellflugzeugs, das vorbildwidrig mit Düsentriebwerken ausgestattet wurde.                                           |
| Con West Airlines                             | Feuer an Bord von Flug 1501 (1990)                         | McDonnell Douglas MD-80 | Einsatz von Modellen und Bluescreen-Technik.                                                                                             |
| Domaine Airlines                              | Air Panic (2002)                                           | Airbus A320             | Computeranimation, Szenen am Boden wurden mit einem Airbus A320 der Indian Airlines gedreht.                                             |
| Europe Airline                                | Crashpoint – 90 Minuten bis zum Absturz (2009)             | Boeing 737              | Computeranimation |
| Far East Pacific                              | Otto – Der Film (1985), Ticket ins Chaos (1983)            | Boeing 747              | Einsatz von Modellen und Bluescreen-Technik.                                                                                             |
| Federation World Airlines (FWA)               | Airport ’80 – Die Concorde (1980)                          | Concorde                | Einsatz von Modellen und Bluescreen-Technik, zudem wurde für Flugszenen eine Concorde der Air France gemietet.                           |
| Fox Airways                                   | Notlandung (1948)                                          | Douglas DC-3            | Die Handlung basiert auf einem realen Unfall (siehe Flugunfall auf dem Gauligletscher).                                                  |
| Fuji Air                                      | Stirb langsam 2 (1990)                                     | Lockheed L-1011         | Einsatz von Modellen und Bluescreen-Technik.                                                                                             |
| Global Airways                                | Endstation Hölle (1972)                                    | Boeing 707              | Das Flugzeug wurde von der Gesellschaft World Airways gemietet und für die Szenen am Boden sowie für Flugszenen verwendet.               |
| Harris Freight                                | Sechs Tage, sieben Nächte (1998)                           | de Havilland Beaver     | Mehrere Flugzeuge des Typs DHC-2 wurden für die Dreharbeiten gechartert und entsprechend lackiert.                                       |
| Maple Leaf Air Charter                        | Flug in Gefahr (1964)                                      | Douglas DC-4            | Das Flugzeug wurde von der Fluggesellschaft Balair gemietet.                                                                             |
| Nashawn Wade Airlines                         | Soul Plane (2004)                                          | Boeing 747              | Computeranimation eines Flugzeugs, das einer Boeing 747 ähnelt.                                                                          |
| Norskfreight                                  | Tenet (2020)                                               | Boeing 747              | |
| North East Airlines (NEA)                     | Stirb langsam 2 (1990)                                     | Lockheed L-1011         | Einsatz von Modellen und Bluescreen-Technik.                                                                                             |
| Oceanic (Airlines)                            | Einsame Entscheidung (1996)                                | Boeing 747              | Ein Flugzeug der Kalitta Air wurde für die Flugszenen und eine ausgemusterte Boeing 747 der Corse Air für die Szenen am Boden verwendet. |
| Oceanic (Airlines)                            | Panic Air – Der Tod fliegt mit (2000)                      | Boeing 747              | Erneute Verwendung der Szenen aus dem Film Einsame Entscheidung.                                                                         |
| Oceanic Airlines                              | Lost (2005–2010)                                           | Boeing 777              | Computeranimation |
| Oceanic Airlines                              | Survivor (2015)                                            |                         | Ein Terrorist fliegt mit Oceanic von London in die USA                                                                                   |
| Oceanic Airways                               | Air Terror – Killerjagd über dem Pazifik (2003)            | Boeing 747SP            | Eine Boeing 747SP der Qantas wurde für die Szenen am Boden verwendet, die Flugszenen waren Computeranimationen.                          |
| Pacific Asean Airlines                        | Crazy Rich                                                 |                         | [ 15 ] |
| Pan Continental Airlines (PCA) – kurz: Pancon | Left Behind (2014)                                         | Airbus A330             | reales Flugzeug und Computeranimationen                                                                                                  |
| Paradise Airlines                             | Katastrophenflug 243 (1990)                                | Boeing 737              | Die Handlung basiert auf einem realen Zwischenfall (siehe Aloha-Airlines-Flug 243).                                                      |
| Peninsula Airlines                            | Fliegende Liebende (2013)                                  | Airbus A340             | Computeranimation |
| Plymouth Air                                  | Knowing – Die Zukunft endet jetzt (2009)                   | Airbus A320             | Computeranimation eines Flugzeugs, das einem Airbus A320 ähnelt, die Anordnung der Türen ist aber vorbildwidrig.                         |
| Polar Atlantic Airways                        | Flieg mit mir ins Glück (1963)                             | Boeing 707              | Das Flugzeug wurde von der Pan American World Airways gemietet.                                                                          |
| Royalty Airlines / Royalty Express            | Flight Girls                                               | Convair CV-240          | |
| Royce Air                                     | Blitzschlag im Cockpit – Katastrophe in den Wolken (1996)  | Boeing 747              | Erneute Verwendung der Szenen aus dem Film Einsame Entscheidung.                                                                         |
| Sky Wing Airlines                             | Flug 507 – Gefangen im Zeitloch (2007)                     | Boeing 737              | Computeranimation eines Flugzeugs, das einer Boeing 737 ähnelt.                                                                          |
| South Jet Air                                 | Flight (2012)                                              | McDonnell Douglas MD-80 | Computeranimiertes Modell einer MD-80, das vorbildwidrige Winglets besitzt.                                                              |
| South Pacific Airlines                        | Snakes on a Plane (2006)                                   | Boeing 747              | Computeranimation |
| Sovereign Airways                             | Calahan (1973)                                             | Boeing 707              | Das Flugzeug wurde von der World Airways gemietet.                                                                                       |
| Stevens Corporation                           | Verschollen im Bermuda-Dreieck (1977)                      | Boeing 747              | Das Flugzeug wurde von der Fluggesellschaft American Airlines gemietet.                                                                  |
| Trans American                                | Die unglaubliche Reise in einem verrückten Flugzeug (1980) | Boeing 707              | Ein gemietetes Flugzeug der Trans World Airlines wurde für Bodenszenen verwendet, Flugszenen wurden mit einem Modell gedreht.            |
| Trans Canada Charter                          | 714 antwortet nicht (1957)                                 | Douglas DC-4            | Die Handlung wurde im deutschen Spielfilm Flug in Gefahr (1964) erneut aufgegriffen.                                                     |
| Transcon Airways                              | SOS in den Wolken (1976)                                   | Boeing 727              | Das Flugzeug wurde von der World Airways gemietet.                                                                                       |
| Trans Continental Airlines (TCA)              | Turbulence (1997)                                          | Boeing 747              | Gedreht wurde mit einem Flugzeug der Japan Airlines sowie mit Modellen und Bluescreen-Technik.                                           |
| Trans Continental Airlines (TCA)              | Ground Control (1998)                                      | Boeing 747              | Erneute Verwendung der Flugszenen aus dem Film Turbulence.                                                                               |
| Trans Global Airlines                         | Airport (1970)                                             | Boeing 707              | Das Flugzeug wurde von der Flying Tiger Line gemietet und für die Szenen am Boden sowie für Flugszenen verwendet.                        |
| Trans Orient Pacific                          | Es wird immer wieder Tag (1954)                            | Douglas DC-4            | Das Flugzeug wurde für die Dreharbeiten von Transocean Air Lines gemietet.                                                               |
| Trans Pacific Airlines                        | Verschollen im Pazifik (1969)                              | Boeing 707              | Das Flugzeug wurde von der Standard Airways gemietet.                                                                                    |
| Trans States Airlines                         | SOS für Flug T 17 (1960)                                   | Douglas DC-6            | Einsatz eines gemieteten Flugzeugs der National Airlines sowie Einsatz von Modellen und Bluescreen-Technik.                              |
| TS Airlines                                   | Der Schrecken der Medusa (1978)                            | Boeing 747              | Einsatz eines Modells und Bluescreen-Technik.                                                                                            |
| Union Atlantic Airways                        | Cloud Atlas (2012)                                         | Fokker F28              | Computeranimation |
| Volée Airlines                                | Final Destination (2000), Final Destination 5 (2011)       | Boeing 747              | Einsatz eines Modells und Computeranimation                                                                                              |
| Wayfarer                                      | Breaking Bad (2009)                                        | Boeing 737              | Computeranimation |
| Windsor                                       | Stirb langsam 2 (1990)                                     | Douglas DC-8            | Einsatz von Modellen und Bluescreen-Technik.                                                                                             |